# Taeniophyllum proliferum
Taeniophyllum proliferum är en orkidéart som beskrevs av Johannes Jacobus Smith. Taeniophyllum proliferum ingår i släktet Taeniophyllum och familjen orkidéer. Inga underarter finns listade i Catalogue of Life.